# Gustav Roscher
Gustav Roscher (* 25. Juni 1852 in Elze; † 24. Dezember 1915 in Hamburg) war ein deutscher Jurist und von 1900 bis 1912 Polizeichef und ab 1912 Polizeipräsident in Hamburg.

## Leben

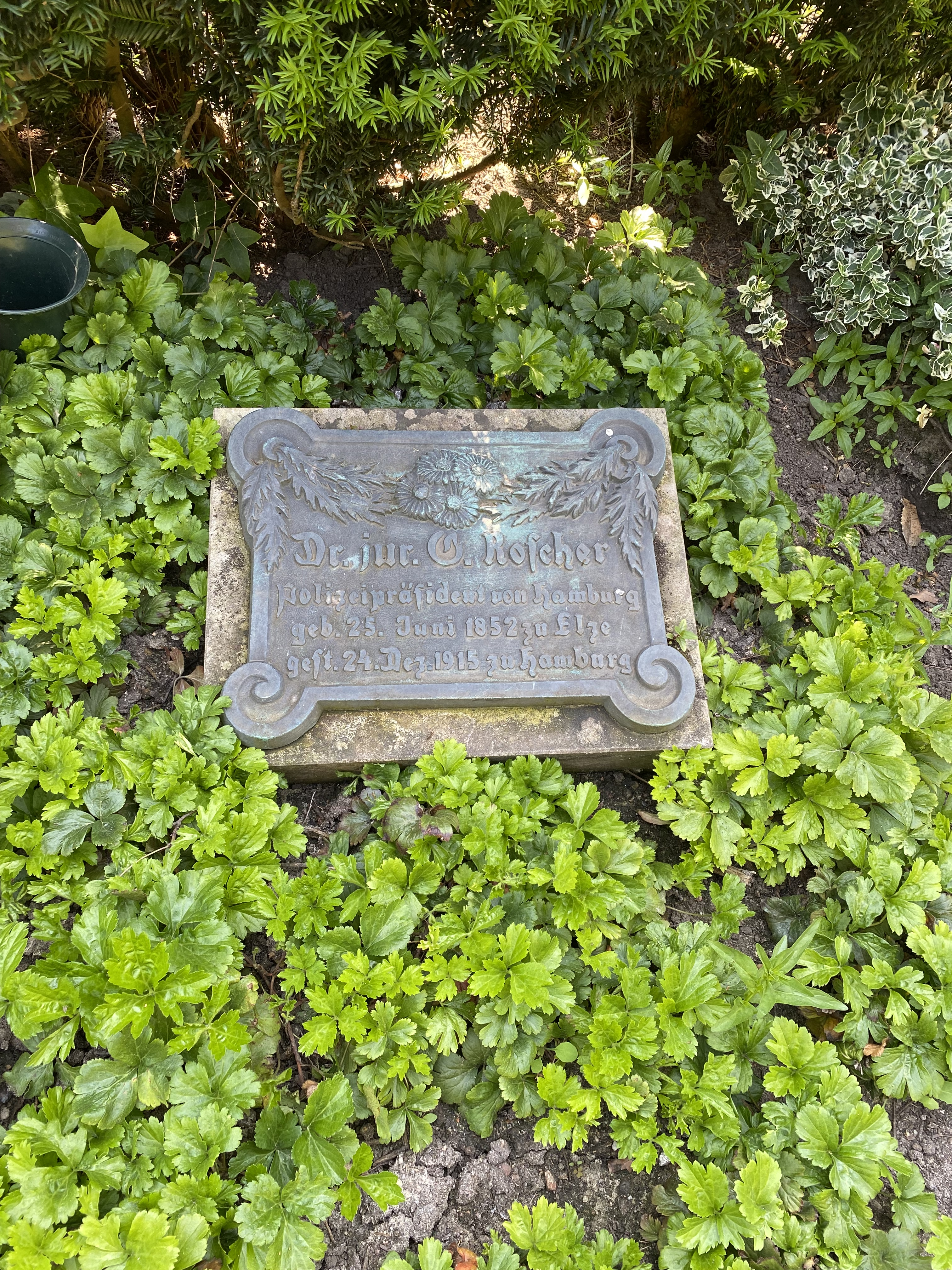
Grabstätte auf dem Nienstedtener Friedhof

Der Sohn des Arztes Gustav Roscher besuchte das Domgymnasium Verden. 1870 legte er das Abitur ab und studierte Rechtswissenschaft in München und Göttingen. 1874 erfolgte das Referendarexamen in Celle. Das Referendariat absolvierte er in Elze, Stolzenau und Hannover. 1879 bestand er das Assessorexamen und war für die Staatsanwaltschaften in Hildesheim und Verden tätig. 1889 wurde er Staatsanwalt in Hamburg. 1890 erwarb Roscher das Hamburger Bürgerrecht. Am 3. August 1892 wurde er zum Vertreter des Oberstaatsanwalts befördert, am 16. Januar 1893 wurde er Polizeirat. Ihm unterstanden die 1875 gegründete Kriminalpolizei und die politische Polizei. Roscher nutzte Studienreisen nach England, Frankreich, Österreich, Ungarn, Belgien und Holland, um sich über mögliche Verbesserungen in der Polizeiarbeit zu informieren.
Ihm gelang es um die Jahrhundertwende durch Einführung eines Personenidentifizierungssystems und modernster Kommunikationssysteme die Aufklärungsquote von Verbrechen erheblich zu steigern. Roscher führte das in Frankreich von Alphonse Bertillon entwickelte anthropometrische System zur Personenidentifizierung in Hamburg ein. Mit Hilfe von Kartenregistern konnten anhand vordefinierter Kategorien Informationen über einzelne Personen schnell gefunden werden. Bis 1899 entstanden 80 Karteikästchen mit 190.000 Eintragungen. Eine Vielzahl an technischen Neuerungen zur Verbrechensbekämpfung wurden in dieser Zeit erworben. Bereits vor seiner Ernennung zum Leiter der Kriminalpolizei wurde im Jahr 1889 eine fotografische Abteilung eingerichtet. Roscher förderte den Erkennungsdienst nachhaltig und die Stadt gab das Geld dazu. Modernste Fotoapparate und Vervielfältigungsapparate wurden erworben. Die Fotoabteilung wurde dadurch zu einem der führenden Institute der Welt und galt in ganz Deutschland als einmalig. In den ersten sechs Jahren wurden bereits 57.807 Aufnahmen mit 225 857 Bildern hergestellt. 1895 wurde das Telefon in der Polizeizentrale im Stadthaus eingerichtet, und ab November 1896 waren alle Büros der zwölf Hamburger Kriminalreviere an das Telefonnetz angeschlossen. In Roschers Tätigkeit fällt der Hamburger Hafenarbeiterstreik 1896/97. Zeitweise streikten bis zu 16.000 Arbeiter. Roscher empfahl in einer Denkschrift die bessere Entlohnung für die körperlich schwere Arbeit und die Abstellung weiterer Missstände. 1897 wurde ein Kriminalmuseum, eine Bibliothek mit Fachliteratur und ein kriminaltechnisches Laboratorium eröffnet. Ab 1. Februar 1900 bekleidete Roscher das Amt des Polizeidirektors, das 1912 in „Polizeipräsident“ umbenannt wurde. 1903 führte er die Daktyloskopie ein, die als Fingerabdruckverfahren das anthropometrische System zur Personenidentifizierung ersetzte. Roscher verfasste über die Großstadtpolizei und die Daktyloskopie Standardwerke.
Gustav Roscher wurde auf dem Nienstedtener Friedhof beigesetzt.

## Schriften
- Handbuch der Daktyloskopie. Für den Selbstunterricht bearbeitet. Leipzig 1905
- Großstadtpolizei. Ein praktisches Handbuch der deutschen Polizei. Hamburg 1912